# Arba (Italia)
Arba es una localidad y comune italiana de la provincia de Pordenone, región de Friuli-Venecia Julia, con 1.282 habitantes.

## Evolución demográfica
| Gráfica de evolución demográfica de Arba entre 1861 y 2001 |
|                                                            |
| Fuente ISTAT - elaboración gráfica de Wikipedia            |